# Apusinas (přítok Šaltuony)
Apusinas je řeka v Litvě, v Žemaitsku, levý přítok řeky Šaltuona. Pramení 2 km na východ od městysu Girkalnis, v okrese Raseiniai, při dálnici A1 Klaipėda - Vilnius. Teče na západ, protéká městysem Girkalnis. Říčka protéká dvěma rybníky, jeden je v Girkalnisu, druhý je 0,5 km před soutokem se Šaltuonou. Do řeky Šaltuona se vlévá 58,2 km od jejího ústí do Šešuvisu.

## Přítoky
Tato říčka nemá žádné významnější přítoky. (Levý přítok Sraigė se vlévá 4,3 km od jejího ústí do Šaltuony).

## Sledujte také
- Seznam toků povodí Šešuvisu